# Praia de Monte Gordo
Praia de Monte Gordo
A praia de Monte Gordo é uma praia marítima situada na freguesia de Monte Gordo, Município de Vila Real de Santo António, Algarve, Portugal. É uma das principais estâncias turísticas do Algarve. Dispõe de vigilância e equipamentos de apoio durante todo o período balnear. A vila de Monte Gordo, adjacente à praia, possui uma variada oferta hoteleira, comércio, restauração, casino e animação noturna durante todo o ano.
"Estas são as águas mais quentes e seguras de Portugal", apregoam os moradores de Monte Gordo. De facto, a presença dos salva-vidas é constante ao longo de todo o ano, mas é em julho e agosto que esta parte do litoral se enche de veraneantes.
O areal está ocupado por uma dezena de bares e esplanadas. Réstias do charme burguês que em tempos a distinguiu como uma das mais selectas zonas balneares do País ainda são visíveis nos bairros com vivendas e no pequeno casino. As urbanizações mais recentes descaracterizaram-na irreversivelmente.

## Galeria

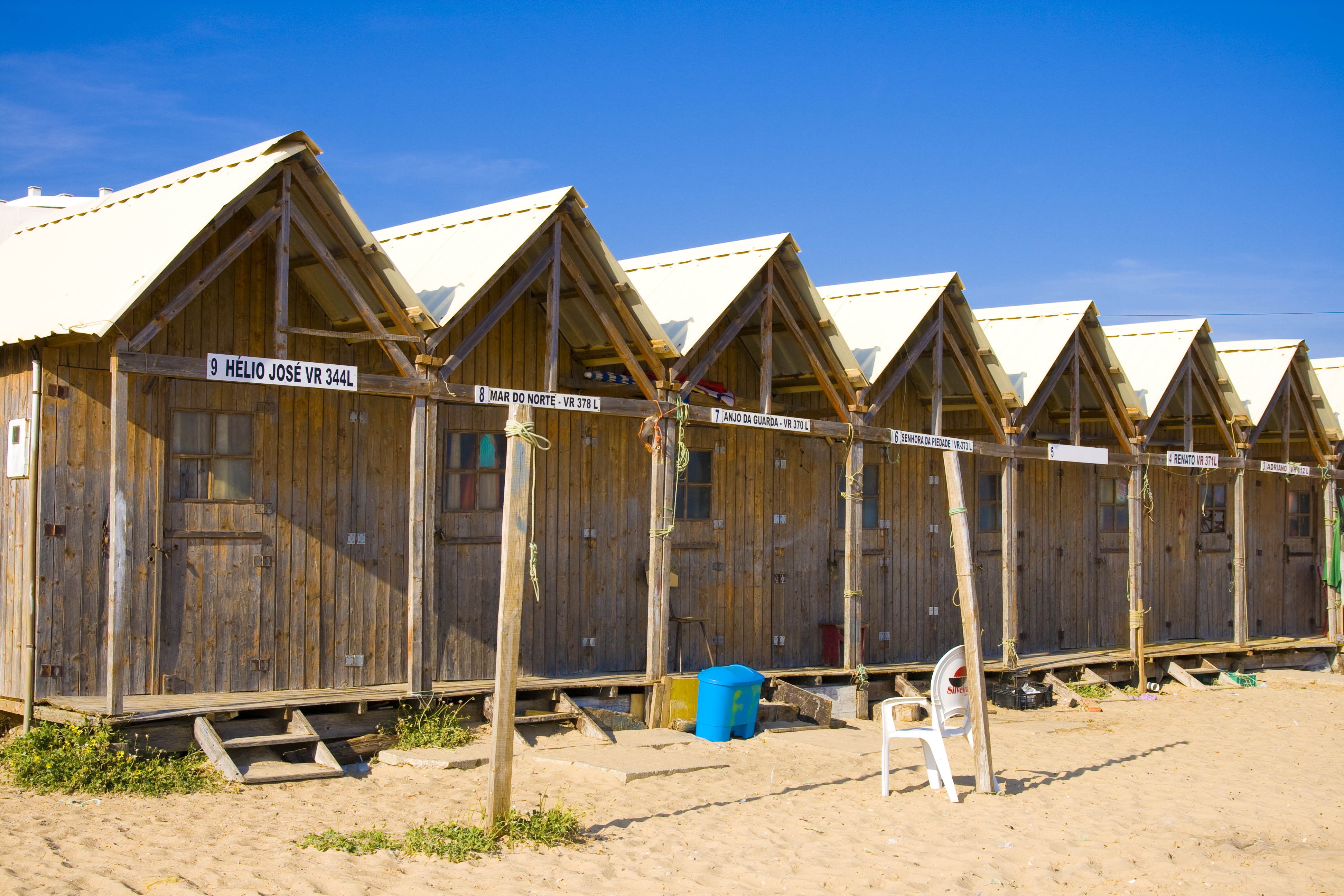
Praia de Monte Gordo
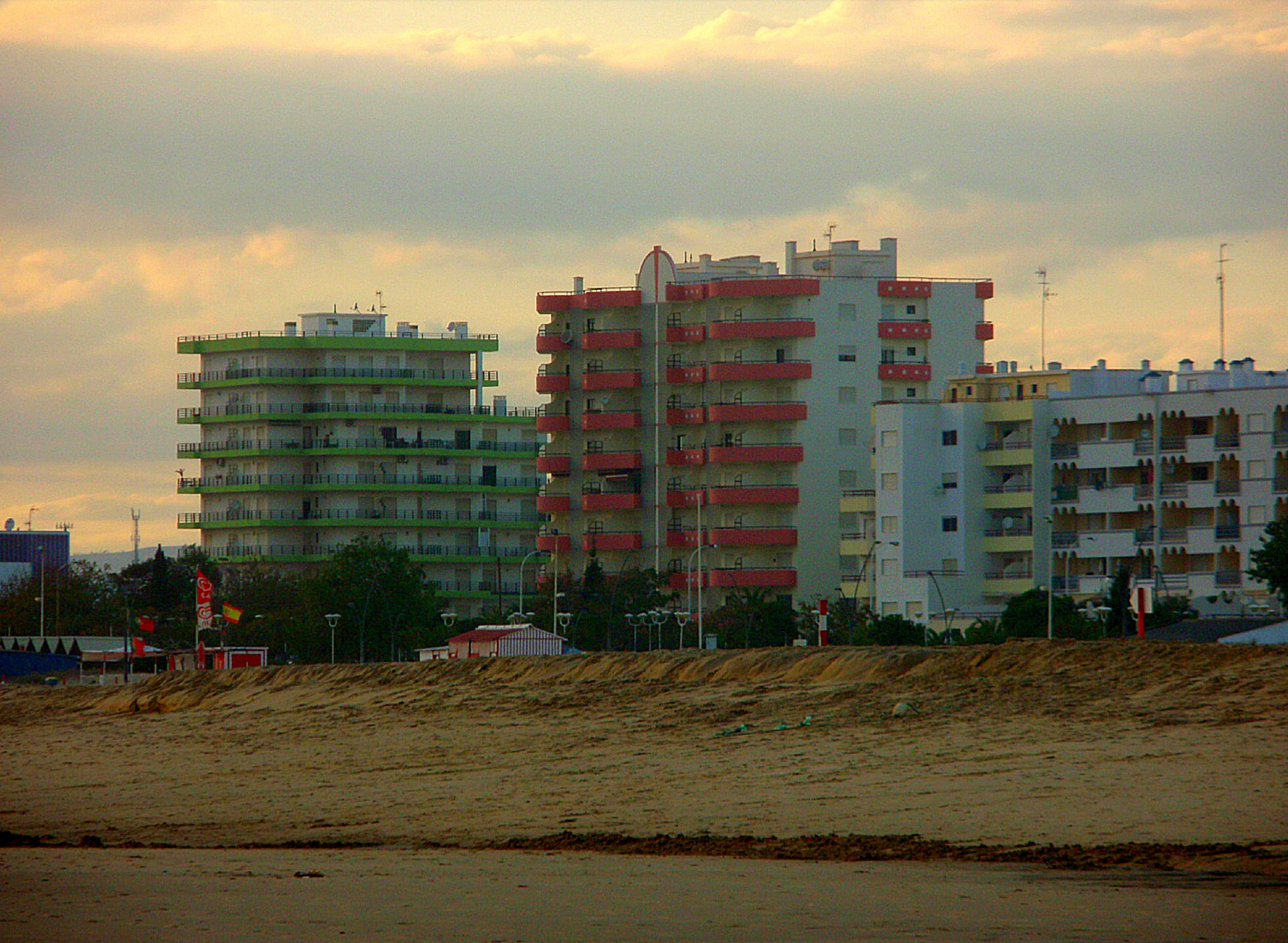
Praia de Monte Gordo